# Granica egipsko-sudańska

Mapa Egiptu z terytoriami spornymi

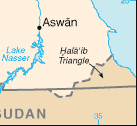
Terytoria sporne: Trójkąt Halaib (na wschodzie) i Bir Tawil (na zachodzie)

Granica egipsko-sudańska to granica państwowa ciągnąca się na długości 1273 km, od trójstyku z Libią na zachodzie do wybrzeża Morza Czerwonego.
Granica należy do licznej w Afryce grupy granic wykreślanych na mapie linijką. W pierwotnej wersji z 1899 roku była ona linią prostą na całej długości. Zmiany uzgodnione trzy lata później zmodyfikowały ją na wschodnim końcu, co zaowocowało powstaniem dwóch spornych obecnie terytoriów, Trójkąta Halaib i Bir Tawil. Zmieniona została również granica wzdłuż Nilu: część rzeki, która przy podziale liniowym należałaby do Egiptu, w rzeczywistości jest częścią Sudanu.